# Cordovín
Cordovín – gmina w Hiszpanii, w prowincji La Rioja, w La Rioja, o powierzchni 4,6 km². W 2011 roku gmina liczyła 182 mieszkańców.